# Anthony Banovic
Pas d'image ? Cliquez ici

a Compétitions nationales et continentales officielles uniquement.

Dernière mise à jour le 9 janvier 2025.
Anthony Banovic, né le 30 août 1986, est un joueur français de rugby à XIII, formé à l'Union Treiziste Catalane, qui évolue au Palau Broncos XIII.